# Cnemaspis retigalensis
Cnemaspis retigalensis är en ödleart som beskrevs av  Mendis WICKRAMASINGHE och MUNINDRADASA 2007. Cnemaspis retigalensis ingår i släktet Cnemaspis och familjen geckoödlor. Inga underarter finns listade i Catalogue of Life.